# Sen Konstantyna
Sen Konstantyna – fresk włoskiego renesansowego mistrza Piera della Francesca; jeden z najwcześniejszych fresków przedstawiających scenę nocą. Należy do cyklu tzw. Legendy Krzyża Świętego z bazyliki San Francesco w Arezzo. 

Tematem fresku są legendarne wydarzenia poprzedzające wielka bitwę stoczoną w 312 r. n.e. pomiędzy siłami cesarzy Konstantyna i Maksencjusza. Konstantyn poprowadził swoje wojska do zwycięstwa przy Moście Mulwijskim pod sztandarem krzyża, dzięki czemu stał się władcą Cesarstwa Zachodniorzymskiego. Według legendy przed bitwą otrzymał znak od Boga:

Gdy zaś zmorzył go sen, Konstantyn otrzymał znak, iż winien umieścić na tarczach żołnierzy święty symbol Boga, nim pośle ich do boju. To uczynił: obrócił literę X o ćwierć, odwrócił górną jej połowę i taki oto znak Chrystusa nakazał swym wojskom ukształtować na swych tarczach. (Laktancjusz, O śmierci prześladowców, 44)

 Piero della Francesca wzorował się prawdopodobnie na treści zawartej w średniowiecznej Złotej legendzie Jakuba de Voragine

## Opis obrazu
Francesco przedstawił wielki otwarty namiot ukazujący śpiącego Konstantyna i czuwającego u jego łoża służącego oraz strażników. Służący i jeden z żołnierzy maja wzrok skierowany w stronę widza. Spokojny sen nie wzbudza podejrzeń u czuwających. Jest ciemna noc o czym świadczą skąpane w mroku inne namioty. Jedyne światło pada z lewej strony, gdzie ukazuje się anioł. Jego sylwetka została przedstawiona w skrócie perspektywicznym. W dłoni trzyma złoty krucyfiks od którego pada jeszcze większy blask. Dłoń i krucyfiks tworzy linie prostą zwróconą w stronę twarzy cesarza wskazując odbiorcę przesłania. 